# Jessica Dulęba
Jessica Dulęba (ur. 8 sierpnia 1991 w Windsorze) – kanadyjska koszykarka, występująca na pozycji rozgrywającej, posiadająca także polskie obywatelstwo, obecnie zawodniczka Megectias Contra Violencia Genero.
7 czerwca 2018 została zawodniczką PGE MKK Siedlce.

## Osiągnięcia
Stan na 6  stycznia 2020, na podstawie, o ile nie zaznaczono inaczej.
College
- Mistrzyni konferencji CUNYAC (2011, 2012, 2013)
- Zawodniczka roku:
  - konferencji City University of New York Athletic (CUNYAC – 2012, 2013)
  - Eastern College Athletic Conference ECAC Division III Metro (2012, 2013)
- MVP konferencji CUNYAC (2012, 2013)
- Zaliczona do:
  - I składu All-Atlantic Region (2013 przez D3Hoops.com)
  - III składu All-Atlantic Region (2012 przez D3Hoops.com)